# Lista de primeiros-ministros da Austrália
Esta é uma lista dos primeiros-ministros da Comunidade da Austrália. 
| Nº      | Primeiro-ministro | Primeiro-ministro | Início do mandato      | Fim do mandato         | Partido                 | Monarca  |
| ------- | ----------------- | ----------------- | ---------------------- | ---------------------- | ----------------------- | -------- |
| 1       |                   | Sir Edmund Barton | 1 de janeiro de 1901   | 24 de setembro de 1903 | Partido Protecionista   | Vitória  |
| 1       | Eduardo VII       | Sir Edmund Barton | 1 de janeiro de 1901   | 24 de setembro de 1903 | Partido Protecionista   |          |
| 2       |                   | Alfred Deakin     | 24 de setembro de 1903 | 27 de abril de 1904    | Partido Protecionista   |          |
| 3       |                   | Chris Watson      | 27 de abril de 1904    | 18 de agosto de 1904   | Partido Trabalhista     |          |
| 4       |                   | Sir George Reid   | 18 de agosto de 1904   | 5 de julho de 1905     | Livre Comércio          |          |
|         |                   | Alfred Deakin     | 5 de julho de 1905     | 13 de novembro de 1908 | Partido Protecionista   |          |
| 5       |                   | Andrew Fisher     | 13 de novembro de 1908 | 2 de junho de 1909     | Partido Trabalhista     |          |
|         |                   | Alfred Deakin     | 2 de junho de 1909     | 29 de abril de 1910    | Liberal da Commonwealth |          |
| Jorge V |                   | Alfred Deakin     | 2 de junho de 1909     | 29 de abril de 1910    | Liberal da Commonwealth |          |
|         |                   | Andrew Fisher     | 29 de abril de 1910    | 24 de junho de 1913    | Partido Trabalhista     |          |
| 6       |                   | Joseph Cook       | 24 de junho de 1913    | 17 de setembro de 1914 | Liberal da Commonwealth |          |
|         |                   | Andrew Fisher     | 17 de setembro de 1914 | 27 de outubro de 1915  | Partido Trabalhista     |          |
| 7       |                   | Billy Hughes      | 27 de outubro de 1915  | 9 de fevereiro de 1923 | Partido Nacionalista    |          |
| 8       |                   | Stanley Bruce     | 9 de fevereiro de 1923 | 22 de outubro de 1929  | Partido Nacionalista    |          |
| 9       |                   | James Scullin     | 22 de outubro de 1929  | 6 de janeiro de 1932   | Partido Trabalhista     |          |
| 10      |                   | Joseph Lyons      | 6 de janeiro de 1932   | 7 de abril de 1939     | United Australia        |          |
| 10      | Eduardo VIII      | Joseph Lyons      | 6 de janeiro de 1932   | 7 de abril de 1939     | United Australia        |          |
| 11      |                   | Sir Earle Page    | 7 de abril de 1939     | 26 de abril de 1939    | Partido do Campo        | Jorge VI |
| 12      |                   | Robert Menzies    | 26 de abril de 1939    | 28 de agosto de 1941   | United Australia        | Jorge VI |
| 13      |                   | Arthur Fadden     | 28 de agosto de 1941   | 7 de outubro de 1941   | Partido do Campo        | Jorge VI |
| 14      |                   | John Curtin       | 7 de outubro de 1941   | 5 de julho de 1945     | Partido Trabalhista     | Jorge VI |
| 15      |                   | Frank Forde       | 6 de julho de 1945     | 13 de julho de 1945    | Partido Trabalhista     | Jorge VI |
| 16      |                   | Ben Chifley       | 13 de julho de 1945    | 19 de dezembro de 1949 | Partido Trabalhista     | Jorge VI |
|         |                   | Robert Menzies    | 19 de dezembro de 1949 | 26 de janeiro de 1966  | Partido Liberal         | Jorge VI |
|         | Isabel II         | Robert Menzies    | 19 de dezembro de 1949 | 26 de janeiro de 1966  | Partido Liberal         |          |
| 17      |                   | Harold Holt       | 29 de janeiro de 1966  | 19 de dezembro de 1967 | Partido Liberal         |          |
| 18      |                   | John McEwen       | 19 de dezembro de 1967 | 10 de janeiro de 1968  | Partido do Campo        |          |
| 19      |                   | John Gorton       | 10 de janeiro de 1968  | 10 de março de 1971    | Partido Liberal         |          |
| 20      |                   | William McMahon   | 10 de março de 1971    | 5 de dezembro de 1972  | Partido Liberal         |          |
| 21      |                   | Gough Whitlam     | 5 de dezembro de 1972  | 11 de novembro de 1975 | Partido Trabalhista     |          |
| 22      |                   | Malcolm Fraser    | 11 de novembro de 1975 | 11 de março de 1983    | Partido Liberal         |          |
| 23      |                   | Bob Hawke         | 11 de março de 1983    | 20 de dezembro de 1991 | Partido Trabalhista     |          |
| 24      |                   | Paul Keating      | 20 de dezembro de 1991 | 11 de março de 1996    | Partido Trabalhista     |          |
| 25      |                   | John Howard       | 11 de março de 1996    | 3 de dezembro de 2007  | Partido Liberal         |          |
| 26      |                   | Kevin Rudd        | 3 de dezembro de 2007  | 24 de junho de 2010    | Partido Trabalhista     |          |
| 27      |                   | Julia Gillard     | 24 de junho de 2010    | 27 de junho de 2013    | Partido Trabalhista     |          |
|         |                   | Kevin Rudd        | 27 de junho de 2013    | 18 de setembro de 2013 | Partido Trabalhista     |          |
| 28      |                   | Tony Abbott       | 18 de setembro de 2013 | 15 de setembro de 2015 | Partido Liberal         |          |
| 29      |                   | Malcolm Turnbull  | 15 de setembro de 2015 | 24 de agosto de 2018   | Partido Liberal         |          |
| 30      |                   | Scott Morrison    | 24 de agosto de 2018   | 23 de maio de 2022     | Partido Liberal         |          |
| 31      |                   | Anthony Albanese  | 23 de maio de 2022     | Incumbente             | Partido Trabalhista     |          |